# 东川短檐苣苔
东川短檐苣苔（学名：Tremacron mairei）为苦苣苔科短檐苣苔属下的一个种。